# Neodon liaoruii
Neodon liaoruii — вид гризунів родини Cricetidae. Зустрічається тільки в Китаї.